# Parcul industrial Carfil
Parcul industrial Carfil este un parc industrial din Brașov, situat pe platforma companiei producătoare de armament Carfil.
Parcul industrial se întinde pe 1,87 hectare și a fost deschis în 2003.
În anul 2005, în parc funcționau 26 de firme, care aveau 350 de salariați și produceau confecții metalice, prelucrări mecanice, containere, obiecte sanitare, produse abrazive, fier forjat sau sticlă termopan.